# HEPPS (عامل تخزين مؤقت)
HEPPS (EPPS) هو عامل تخزين مؤقت يستخدم في علم الأحياء والكيمياء الحيوية. معدل pKa لـ (HEPPS) هو 8.00. وهو أحد مخازن غود.
أظهرت الأبحاث التي أُجريت على الفئران المصابة بصفائح بيتا أميلويد الشبيهة بمرض ألزهايمر أن (HEPPS) يمكن أن يتسبب في تفكك اللويحات ، وعكس بعض الأعراض في الفئران. تم الإبلاغ عن (HEPPS) لفصل أوليغومرات أميلويد بيتا في عينات البلازما للمرضى مما يتيح تشخيص الدم لمرض الزهايمر.